# Stegopelta
Stegopelta landerensis
Genre
Espèce
Stegopelta est un genre éteint de dinosaures ornithischiens herbivores, un ankylosaurien de la famille des nodosauridés. C'est un genre mal connu, basé sur un squelette partiel découvert dans le comté de Fremont dans le Wyoming, dans la formation géologique de Frontier, datant de la fin du Crétacé inférieur (Albien terminal), il y a environ entre 100 Ma (millions d'années).
Une seule espèce est rattachée au genre : Stegopelta landerensis, décrite par Samuel Wendell Williston en 1905.

## Étymologie
Le nom de genre Stegopelta est composé de deux mots du grec ancien le préfixe « stégo- », « couvert » et « Péltê », « bouclier » pour donner « couvert par un bouclier ».

## Description

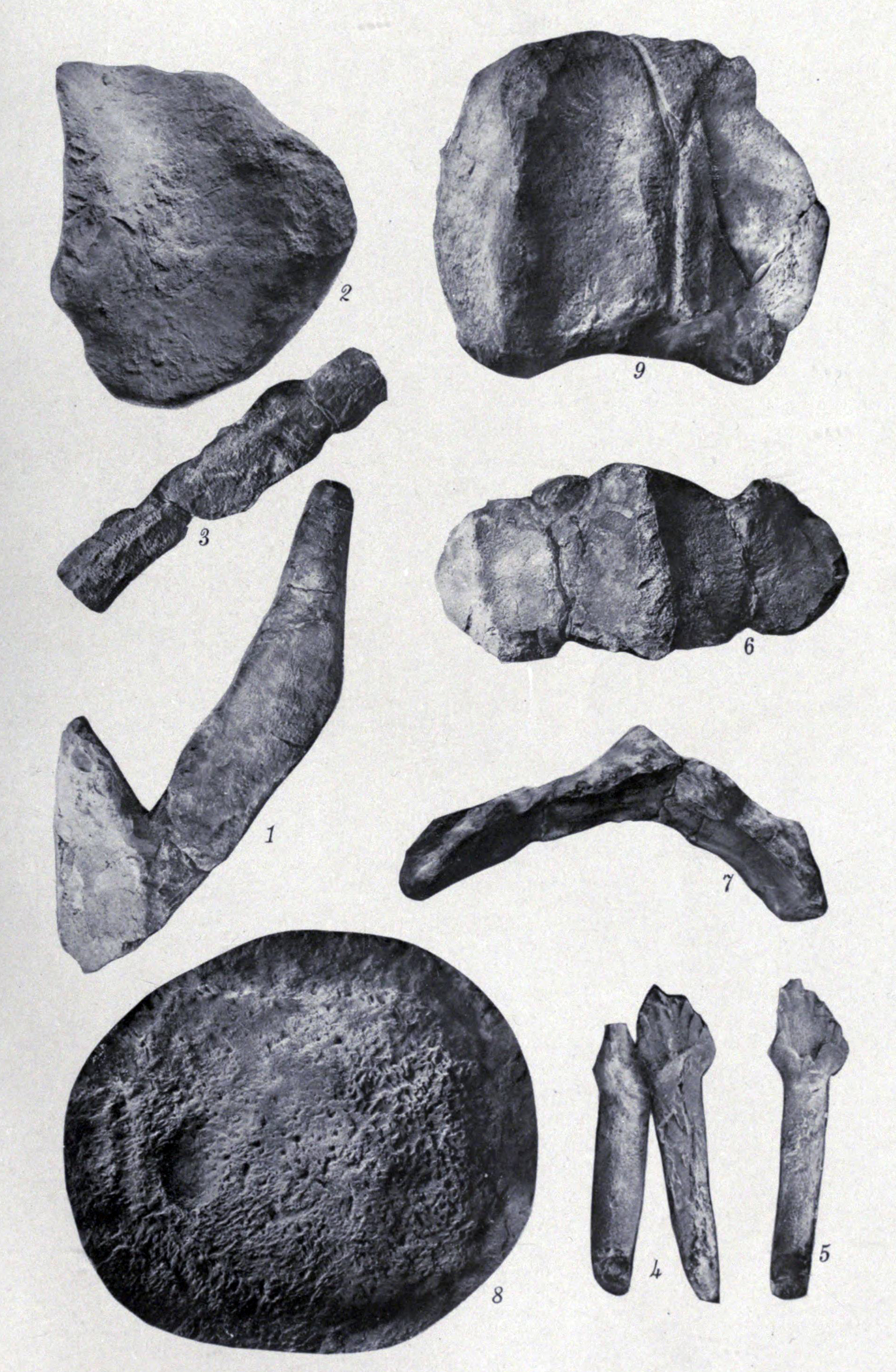
Plaques osseuses de l'armure et dents de Stegopelta.

La longueur totale de Stegopelta est estimée à 4 mètres par Thomas Holtz en 2011.
Au niveau de son bassin, une partie son armure est constituée de plaques osseuses dermiques fusionnées, et non disjointes comme sur le reste du dos.

## Validité du genre et classification
Les restes fossiles peu nombreux de l'animal n'ont pas permis d'établir franchement la validité du genre qui a longtemps été négligé. 
En 1978, Walter Coombs le met en synonymie avec un autre genre mal connu Nodosaurus lors de sa synthèse sur les ankylosauriens.
En 1998, Kenneth Carpenter et James Kirkland ré-établissent le genre sur la base de caractères distinctifs sur les vertèbres et l'armure.
En 2000, Tracy Ford l'assigne avec Glyptodontopelta à sa nouvelle sous-famille des Stegopeltinae au sein des Ankylosauridae en se basant uniquement sur les caractéristiques de son armure. 
Cette classification n'a pas rencontré de consensus et Stegopelta est alors considéré comme un genre valide d'ankylosauriens à affinité incertaine par Ken Carpenter en 2001 et M. K. Vickaryous en 2004.
Les analyses phylogénétiques conduites en 2011 par Richard S. Thompson, Jolyon C. Parish, Susannah C. R. Maidment et Paul M. Barrett  et par Caleb Brown et ses collègues en 2017, placent Stegopelta dans la famille des nodosauridés.